# Anton Berlescu

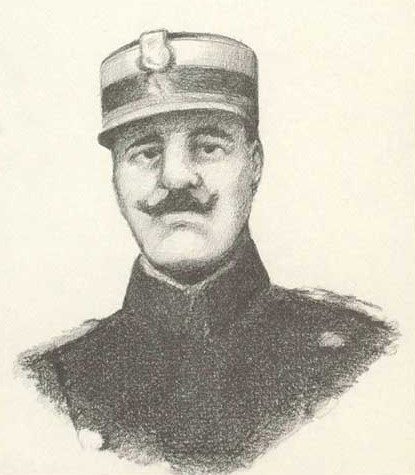
Generalul Anton Berlescu.

Anton Berlescu ( n. 1861 – d. 22 noiembrie 1938), a fost un general român de jandarmi.

## Biografie
A intrat ca elev la Școala fiilor de militari din Iași septembrie 1876 și apoi, în anul 1879, la Școala militară de infanterie și cavalerie unde, din al 2-lea an de studiu, la 1 iulie 1881, a fost înaintat la gradul de sub-locotenent în armată. La începutul carierei a activat ca ofițer la Regimentul 3 Artilerie din Brăila.
Distingându-se ca ofițer serios, muncitor și devotat serviciului, a urcat repede treptele ierarhiei militare, iar în anul răscoalei țărănești din 1907, ajunsese la gradul de locotenent-colonel, în Ministerul de Războiu.
Ca urmare a răscoalei, în 1908, ministrul de interne Ion I.C. Brătianu a decis să reorganizeze jandarmeria, scop în care la 1 aprilie 1908 l-a numit pe lt. col. Berlescu pe funcția de Inspector General al Jandarmeriei Rurale. În același an, la 10 Mai, a fost înaintat la gradul de colonel iar la 10 mai 1913 la gradul de general de brigadă, prin Înaltul Decret Regal № 3785.
În noaptea de 20 spre 21 iunie s‐a primit ordinul de mobilizare generală a întregii armate române pe ziua de 23 iunie cu Înaltul Decret Regal № 4609 (Al Doilea Război Balcanic, când Jandarmeria a participat cu aproximativ 800 de oameni în zona de conflict). Pe ziua de 23 iunie dl general Berlescu Anton a fost numit Mare Pretor al întregii Armate, lăsând comanda Corpului Jandarmeriei dlui col. Cezianu Pavel, până la 1 septembrie 1913 când s-a întors de la serviciul de Mare Pretor al Armatei de Operațiuni și a reluat comanda Corpului de Jandarmi.
Din nou, în august 1916 (Primul Război Mondial), generalul de brigadă Berlescu a fost numit Mare Pretor pe lângă Marele Cartier General (în cadrul Eșalonului III, la Serviciul Justiției Militare)
La 1 iulie 1917 a fost pus în retragere din oficiu.

## Funcții deținute
Între 1 aprilie 1908 - 1 iunie 1917, a îndeplinit funcția de inspector general al Jandarmeriei Române și Mare Pretor. 
Generalului Berlescu, îi revine paternitatea de organizator și îndrumător al Serviciului de poliție în Jandarmerie pe teritoriul rural.
A trăit o viață modestă, numai din soldă. 
A decedat la 22 noiembrie 1938.

## In memoriam
În memoria sa, Inspectoratul de jandarmi județean Bihor a primit denumirea onorifică de "General de brigadă Anton Berlescu".